# Trois Strophes sur le nom de Sacher (Dutilleux)
Pour les articles homonymes, voir Trois Strophes sur le nom de Sacher.
Trois Strophes sur le nom de Sacher est une œuvre pour violoncelle seul d'Henri Dutilleux.

## Présentation
À l'occasion du 70e anniversaire, en 1976, du mécène et chef d'orchestre Paul Sacher, Mstislav Rostropovitch demande à douze compositeurs d'écrire une œuvre pour violoncelle. La contribution d'Henri Dutilleux prend la forme d'un Hommage à Paul Sacher pour violoncelle seul, composé en janvier et février 1976. La pièce est construite sur un motif musical qui est basé sur le nom de Sacher, selon le principe anglo-saxon qui désigne les notes de musique par des lettres : eS-A-C-H-E-Re (mi , la, do, si, mi, ré),.

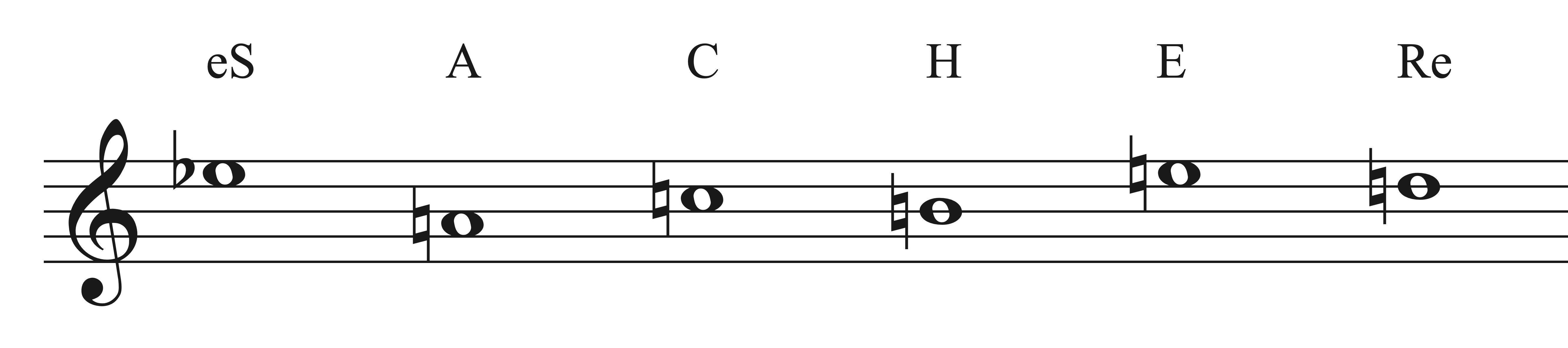
Motif « SACHER ».

L'œuvre de Dutilleux, écrite avec scordatura (accord : si  — fa  — ré — la), est créée avec neuf autres des hommages — Pierre Boulez et Hans Werner Henze n'ayant pu terminer leur partition à temps — le 2 mai 1976 à la Tonhalle de Zurich, par Rostropovitch, dédicataire du morceau.
Par la suite, Henri Dutilleux, désireux de prolonger l'hommage afin de parvenir à une sorte de suite pour violoncelle seul, complète la page par deux autres pièces, composées fin 1981-début 1982. L'ensemble prend alors le nom de Trois Strophes sur le nom de SACHER, avec la référence à la strophe poétique, selon le compositeur « par le fait que le nom de Sacher est énoncé dans chacune des trois pièces, impliquant une notion de « retour », sinon de « rimes » ».
Le triptyque est créé sous cette forme à Bâle, Martinskirche, par le dédicataire de l'ensemble, Mstislav Rostropovitch, le 28 avril 1982, jour du 76e anniversaire de Paul Sacher,.
La partition des Trois Strophes sur le nom de Sacher est publiée en 1982 par Heugel.

## Analyse
Les Trois Strophes portent les indications, :
1. Un poco indeciso
2. Andante sostenuto
3. Vivace

La musicologue Adélaïde de Place relève que l'utilisation du motif SACHER de six sons « permet à Dutilleux de travailler sur l'idée de métamorphoses lors des réapparitions successives ».
Dans la première strophe, Un poco indeciso, figure également un emprunt (les dernières mesures de la fugue) d'une dizaine secondes à la Musique pour cordes, percussion et célesta de Béla Bartók, partition commandée et créée par Paul Sacher en 1937, « citation intervenant dans la coda incluant le motif générateur ».
La deuxième strophe, Andante sostenuto, « tient lieu de mouvement lent du triptyque ».
La troisième et dernière strophe, Vivace, est caractérisée par une « écriture brillante en mouvement perpétuel qui se décompose petit à petit au cours des trois sections principales » de la pièce.
La durée moyenne d'exécution des Trois Strophes sur le nom de Sacher est de neuf minutes environ,.
Dans le catalogue des œuvres du compositeur établi par le musicologue Pierre Gervasoni, le recueil porte le numéro PG 62. Le manuscrit autographe de la partition est conservé dans la collection Henri Dutilleux de la Fondation Paul Sacher, à Bâle.

## Discographie
- Henri Dutilleux: 1916-2013 – David Geringas (violoncelle), Erato 2564642755 (CD 3), 1993 (OCLC 808251738).
- 12 Hommages à Paul Sacher pour Violoncelle, Patrick Demenga (violoncelle), ECM Records, 1995 (OCLC 931138906).
- Le violoncelle au XXe siècle – Emmanuelle Bertrand, violoncelle (2000, Harmonia Mundi HMN 911699/ 2 CD HMG508466/67) (OCLC 412384414)
- Dutilleux Edition — Tatiana Vassilieva, violoncelle (novembre 2003, DG) (OCLC 1398983428) — Le coffret de six disques est couronné d'un Choc de Classica no 161, avril 2014, p. 22.
- Henri Dutilleux: The Centenary Edition – Truls Mørk (violoncelle), Erato 0825646047987 (CD 4), 2015[5] (OCLC 935929899).
- Henri Dutilleux : musique de chambre – Alexis Descharmes (violoncelle), Hérisson LH15, 2017[6] (OCLC 1078368274).